# 暁町 (八王子市)
暁町（あかつきちょう）は、東京都八王子市の町名。現行行政町名は暁町一丁目から暁町三丁目。住居表示は実施済み。郵便番号は192-0043。

## 地理
八王子市の東部に位置する。北の中央自動車道、西の国道16号、南の浅川・川口川、東の小宮公園に囲まれている。東で宇津木町・大谷町・大和田町、西で中野山王・中野上町、南で元横山町・田町、北で尾崎町・左入町・滝山町と隣接する。大半が住宅地・商業地であるが、北東部は丘陵地帯となっており、ひよどり山と呼ばれる。

### 河川
- 浅川
- 川口川

### 地価
住宅地の地価は、2014年（平成26年）1月1日の公示地価によれば、暁町2-7-21の地点で12万8000円/m2となっている。

## 歴史

### 町名の由来
浅川に架かる暁橋に因む。

### 沿革
- 1977年（昭和52年）10月1日 - 住居表示実施に伴い、中野町・大和田町・左入町・滝山町一丁目・尾崎町の各一部区域を再編し成立。

## 世帯数と人口
2017年（平成29年）12月31日現在の世帯数と人口は以下の通りである。
| 丁目       | 世帯数    | 人口    |
| ---------- | --------- | ------- |
| 暁町一丁目 | 1,601世帯 | 3,016人 |
| 暁町二丁目 | 859世帯   | 1,978人 |
| 暁町三丁目 | 428世帯   | 1,018人 |
| 計         | 2,888世帯 | 6,012人 |

## 小・中学校の学区
市立小・中学校に通う場合、学区は以下の通りとなる。
| 丁目       | 番地                                              | 小学校                 | 中学校                     |
| ---------- | ------------------------------------------------- | ---------------------- | -------------------------- |
| 暁町一丁目 | 23〜28番                                          | 八王子市立中野北小学校 | 八王子市立ひよどり山中学校 |
| 暁町一丁目 | 12番 13番3〜19号 14番3〜19番 15〜22番 30番7〜12号 | 八王子市立第九小学校   | 八王子市立ひよどり山中学校 |
| 暁町一丁目 | その他                                            | 八王子市立第十小学校   | 八王子市立ひよどり山中学校 |
| 暁町二丁目 | 1〜7番 21〜43番                                   | 八王子市立第十小学校   | 八王子市立ひよどり山中学校 |
| 暁町二丁目 | その他                                            | 八王子市立中野北小学校 | 八王子市立ひよどり山中学校 |
| 暁町三丁目 | 7番〜8番1号 8番3号〜最終号 9〜10番                | 八王子市立中野北小学校 | 八王子市立ひよどり山中学校 |
| 暁町三丁目 | その他                                            | 八王子市立第十小学校   | 八王子市立ひよどり山中学校 |

## 交通

### 道路・橋梁
- 国道16号（東京環状)
- 中央自動車道
- 大和田暁通り
- 暁橋通り(旧都道166号)
- 日光脇往還
- ひよどり山トンネル(旧ひよどり山有料道路)
- 暁橋(浅川)
- 川口川橋(川口川)

### バス
- 西東京バス
  - 京王八王子駅 - 稲荷坂下 - 創価大学正門・東京富士美術館・純心女子学園・戸吹・みつい台
  - 京王八王子駅 - 暁町1丁目 - 中野団地

## 施設
教育
- 八王子市立ひよどり山中学校（三丁目）

その他
- 小宮公園（二丁目）（大部分は大谷町にある）
- 名綱神社（二丁目）
- 八王子テレビ中継局
- 東京都水道局暁町配水所

## 企業
- タツミヤ（本社。婦人服企画販売。2010年2月末現在416店舗）
- 医療法人財団　興和会　右田病院

### レストラン
- 八王子うかい亭（鉄板焼き、ステーキ）
- なか安（会席料理）